# Centrolene solitaria
Espèce
Synonymes
- Cochranella solitaria Ruiz-Carranza & Lynch, 1991

Statut de conservation UICN

 EN  : En danger
Centrolene solitaria est une espèce d'amphibiens de la famille des Centrolenidae.

## Répartition
Cette espèce est endémique du département de Caquetá en Colombie. Elle se rencontre à 1 410 m d'altitude sur le versant Est de la cordillère Orientale.

## Description
Le mâle mesure 19,3 mm.

## Publication originale
- Ruiz-Carranza & Lynch, 1991 : Ranas Centrolenidae de Colombia III. Nuevas especies de Cochranella  del grupo granulosa. Lozania, vol. 59, p. 1-18.